# El nuevo
El nuevo es una serie de televisión chilena transmitida en 2013 por la cadena Televisión Nacional de Chile. La serie se convirtió en una de las grandes ganadoras de los fondos anuales del Consejo Nacional de Televisión (2012). La producción de 30 capítulos que obtuvo $77.936.931. Está dirigida por José Luis Guridi y producida por Wilson Quezada. La producción de TVN estuvo a cargo del jefe de contenidos Hernan Rodríguez Matte y el productor ejecutivo Rony Goldschmied.

## Trama
Nacho (Jorge Velasco) es un chico de 15 años que vive en el norte de Chile, en la localidad de Los Loros, con sus padres astrónomos (Carmen Disa Gutiérrez y Eduardo Burlé). Ellos quieren que su hijo continúe sus estudios en la capital, entonces deciden mandarlo a vivir con sus tíos (Silvia Novak y Patricio Strahovsky) y su prima Coté (Denise Rosenthal), que tiene la misma edad.
Nacho ha vivido toda su vida en el Norte, en el observatorio, y no conoce nada de la vida en la gran ciudad. Todo ocurre a mitad de año y en una edad donde las cosas no son fáciles, poniendo de cabeza su mapa mental. Nuevo colegio, nueva familia, nuevos amigos y nuevas experiencias, todo un mundo por descubrir para un chico que no conoce los códigos de los jóvenes de la capital y que al decir de sus tíos “ha tenido una vida de ermitaño mirando las estrellas”.
Con la llegada a su nuevo hogar, surge el primer conflicto que deberá enfrentar Nacho. A su prima Coté, su llegada no le hace gracia, ya que altera la vida de hija única que tenía. Es más, prefiere que en el colegio nadie sepa que son primos. Sin embargo a él no parece importarle o no se da cuenta, ya que la encuentra preciosa y fantasea con tener un romance con ella.
Su primer día de clases también será accidentado, no conoce a nadie y pronto hace amistad con Vicuña (Sebastián Badilla), quien se convierte en su mejor amigo. Con él vivirá nuevas aventuras y situaciones, y más de algún enredo y problema. Así, todo se traducirá en “primeras veces”: su primer día, su primera fiesta, su primer amor, su primer beso, su primera cimarra, su primera discusión familiar, su primer club, su primera curadera, su primera expulsión, su primer Facebook, etc.
Así, de un colegio rural a la gran ciudad, de los cielos estrellados y soledad absoluta del norte al smog y el ajetreo de la capital, Nacho intentará adaptarse y dejar de ser “el nuevo”.

## Reparto
- Jorge Velasco como Ignacio "Nacho" Rodríguez Ormazábal, hijo de dos astrónomos. Inteligente, ágil de mente e inocente, tiene sentido del humor y su gran objetivo es encontrar su lugar en el mundo. Para sus pares es un "freak" que no sabe nada del mundo de los jóvenes urbanos. Con su prima Coté tendrá una relación signada en los desencuentros. A ella le molesta su llegada mientras a él le encanta ella. Es una relación de amor y odio, prohibida, pero cargada de tensión sexual. En cierta medida, ella será su antagonista toda vez que aburrida de su visita, intentará arruinar sus planes cada vez que pueda. Al final se da cuenta de que él es adoptado.
- Sebastián Badilla como Vicuña, el mejor amigo de Nacho. Simpático, pícaro y canchero, le abrirá los ojos a Nacho desde su mente retorcida. Incitará al "nuevo" a probar nuevas experiencias y juntos se meterán en más de un problema. Se hace pasar por gay para toquetear a las mujeres, le va pésimo en el colegio y no deja de pensar en mujeres.
- Denise Rosenthal como María José "Coté" Ormazábal, la prima de Nacho. Linda y socialmente muy hábil, tiene fascinado a su primo. Con todos suele ser muy agradable menos con él. Pasa que se siente invadida, que la presencia de Nacho le ha quitado su condición de regalona en la casa y siente vergüenza de su primo en el colegio. Siente que pone en duda su calidad de chica popular y estilosa. Cada vez que pueda tratará de arruinar su estadía. Por ejemplo, si Nacho hace la cimarra, basta con que la mire para saber que ella lo delatará.
- Francisco Celhay como Fabián Egaña, es el novio de Coté.
- Javiera Ramos como Mamá de Vicuña.
- Juan Carlos Fau como Inspector Inostroza.
- Iñaki Fermandois como Eduardo Salgado.
- Francisca Sfeir como Profesora.
- Silvia Novak como Ana María, es la tía de Nacho. A pesar de estar en la década de los cuarenta, ella lucha por no aparentarlos. Esta en un momento de su vida en que lo más importante es recuperarse físicamente. Hace mucho yoga, sale con sus amigas.
- Patricio Strahovsky como Tomás Ormazábal, es el tío de Nacho, aparenta más edad que la que tiene. Simpático, no se hace problemas, más bien no se entera de mucho. Es muy acogedor con su sobrino a quien considera un poco más grande de lo que realmente es. Más de una vez lo expone a cosas a las que Nacho no está acostumbrado o preparado.
- José Palma como Fabricio "El carnicero", es el matón del colegio, un tipo sin mucho cerebro que siempre será una amenaza para Nacho. Apodado "el Carnicero", siempre está rodeado de tipos que prefieren ser sus aliados antes que recibir sus golpes e insultos. Es el típico niño bullying, que oculta una difícil historia familiar.
- Darinka Homan como Guillermina, una coqueta y popular peloláis. Tiene una relación con "el carnicero", el matón del colegio.
- Carmen Disa como Mamá de Nacho.
- Eduardo Burlé como Ernesto Rodríguez, papá de Nacho.

### Participaciones especiales
- Matías Cobian como Alumno del colegio.
- Martín Calderon como Alumno del colegio.
- Ramón Yáñez como Alumno del colegio.
- Jorge Castro como Doctor.
- María Guridi como Carola, alumna del colegio.
- Militza Bucovich como Enfermera.
- Julieta Flores como
- Eduardo Reyes como
- Carolina Escobedo como
- Alfredo Tello como
- Felipe Avello como Mecánico.
- Pia María Silva como
- Karin Herrera como
- Andrea García-Huidobro como Carola.
- Daniela Palavecino como Ema.

## Temporadas
| Temporada | Temporada | Episodios | Emisión original (Chile) | Emisión original (Chile) | Índice de audiencia promedio |
| Temporada | Temporada | Episodios | Comienzo                 | Final                    | Índice de audiencia promedio |
| --------- | --------- | --------- | ------------------------ | ------------------------ | ---------------------------- |
|           | 1         | 13        | 8 de julio de 2013       | 25 de julio de 2013      | 9.0                          |

### Lista de episodios
| # | Título                       | Fecha de emisión    | Audiencia |
| --- | ---------------------------- | ------------------- | --------- |
| 1 | «Llegada de Nacho»           | 8 de julio de 2013  | 7.4       |
| Nacho llega a la ciudad, conoce su nueva casa, a sus tíos y a su prima. De entrada mete la pata y al llegar al colegio conoce a su nuevo mejor amigo, Vicuña.                        |                              |                     |           |
| 2 | «Nacho y "Carnicero" amigos» | 9 de julio de 2013  | 9.2       |
| Nacho tiene buenas notas y es designado tutor de "El carnicero", el matón del curso, situación bastante compleja.                                                                    |                              |                     |           |
| 3 | «¡Atropellado!»              | 10 de julio de 2013 | 9,1       |
| Nacho y Coté discuten y por accidente ella lo empuja y él es atropellado. Nadie entiende cómo Nacho sobrevivió, porque según los exámenes médicos debiese estar muerto...            |                              |                     |           |
| 4 | «La fiesta»                  | 11 de julio de 2013 | 9.5       |
| ¿El primer beso? Los tíos se van de viaje por unos días y Vicuña convence a Nacho para hacer una fiesta en la casa. La idea es hacerse populares y agarrar minas.                    |                              |                     |           |
| 5 | «El cumpleaños»              | 12 de julio de 2013 | 8,3       |
| Todos olvidan que Nacho está de cumpleaños y los tíos arrepentidos le ofrecen cualquier cosa para compensar la falta. Él pide que le enseñen a manejar y comienza la aventura.       |                              |                     |           |
| 6 | «Grease»                     | 15 de julio de 2013 | N/d       |
| Es la semana del colegio y una de las competencias consiste en hacer una presentación. Vicuña y Nacho audicionan para realizar "Grease" y "la Guille" tiene el protagónico femenino. |                              |                     |           |
| 7 | «Lealtad a prueba»           | 16 de julio de 2013 | N/d       |
| Vicuña seduce con poemas a una niña por internet y quedan de juntarse para conocerse. Le pide a Nacho que lo acompañe, pero hay una lamentable confusión.                            |                              |                     |           |
| 8 | «Paseo a la playa»           | 18 de julio de 2013 | N/d       |
| El curso viaja a la playa de paseo. Nacho no conoce el mar y es motivo de bromas, además se ahoga y es rescatado por una hermosa joven de la cual se enamora a primera vista.        |                              |                     |           |
| 9 | «El pololo de Coté»          | 19 de julio de 2013 | N/d       |
| La Coté está pololeando oficialmente y Nacho, celoso, se encargará de boicotear la relación. Su idea es investigar a Fabián por internet en busca de algo que pueda inculparlo.      |                              |                     |           |
| 10 | «Tiempo de elecciones»       | 22 de julio de 2013 | N/d       |
| Nacho es postulado para presidente del Centro de Alumnos, sin saberlo. La situación lo toma por sorpresa y le vale una discusión con alguien que aprecia mucho.                      |                              |                     |           |
| 11 | «A trabajar se ha dicho»     | 23 de julio de 2013 | N/d       |
| Nacho descubre que su tío tiene un comportamiento extraño y cree que tiene una amante. Decide seguirlo y se da cuenta de la tremenda realidad que esconde.                           |                              |                     |           |
| 12 | «Paseo de curso»             | 24 de julio de 2013 | N/d       |
| Es fin de año y el curso se va de paseo a la montaña. La Coté sorprende a Nacho diciéndole que se escapen juntos en la noche y él se pasa todos los rollos del mundo.                |                              |                     |           |
| 13 | «Una mentira verdadera»      | 25 de julio de 2013 | 9,6       |
| Todos culpan a Nacho de una serie de situaciones ocurridas, incluso sus tíos. Él, agobiado, toma una radical decisión.                                                               |                              |                     |           |